# 박각시과
박각시과는 나방들로 이루어진 과로, 200여속에 2000여종이 속해 있다.(Grimaldi & Engel, 2005)

## 같이 보기
- 꼬리박각시
- 박각시
- 주홍박각시

## 참고 문헌
- Grimaldi, David & Engel, Michael S. (2005): Evolution of the Insects. Cambridge University Press. ISBN 0-521-82149-5